# Ski Classics 2023/24
Die Ski Classics 2023/24 war die 14. Austragung der Wettkampfserie im Skilanglauf. Sie umfasste 14 Einzelrennen, davon 12 Skimarathons im Massenstart, zwei Intervallstarts und ein Teamprolog, die in klassischer Technik ausgetragen wurden. Die Serie startete am 9. Dezember 2023 mit dem Teamprolog in Bad Gastein  und endete am 13. April 2024 mit dem Janteloppet in Norwegen. Die Titelverteidiger waren bei den Männern der Schwede Emil Persson und bei den Frauen die Schwedin Ida Dahl. Beide konnten ihre Titel nicht verteidigen, sondern verloren sie an die Norweger Johan Hoel und Emilie Fleten.

## Männer

### Ergebnisse
| 1.Ski Classics in Bad Gastein – Prolog und Bad Gastein Criterium | 1.Ski Classics in Bad Gastein – Prolog und Bad Gastein Criterium | 1.Ski Classics in Bad Gastein – Prolog und Bad Gastein Criterium | 1.Ski Classics in Bad Gastein – Prolog und Bad Gastein Criterium | 1.Ski Classics in Bad Gastein – Prolog und Bad Gastein Criterium |
| ---------------------------------------------------------------- | ---------------------------------------------------------------- | ---------------------------------------------------------------- | ---------------------------------------------------------------- | ---------------------------------------------------------------- |
| Datum                                                            | Disziplin                                                        | Erster Platz                                                     | Zweiter Platz                                                    | Dritter Platz                                                    |
| 9. Dezember 2023                                                 | Teamprolog 15 km klassisch                                       | Team Engcon                                                      | Team Eksjöhus                                                    | Team Ramudden                                                    |
| 10. Dezember 2023                                                | 36 km klassisch                                                  | Kasper Stadaas                                                   | Amund Riege                                                      | Max Novak                                                        |

| 2.Ski Classics in Vinschgau – La Venosta Criterium | 2.Ski Classics in Vinschgau – La Venosta Criterium | 2.Ski Classics in Vinschgau – La Venosta Criterium | 2.Ski Classics in Vinschgau – La Venosta Criterium | 2.Ski Classics in Vinschgau – La Venosta Criterium |
| -------------------------------------------------- | -------------------------------------------------- | -------------------------------------------------- | -------------------------------------------------- | -------------------------------------------------- |
| Datum                                              | Disziplin                                          | Erster Platz                                       | Zweiter Platz                                      | Dritter Platz                                      |
| 16. Dezember 2023                                  | 37 km klassisch                                    | Andreas Nygaard                                    | Kasper Stadaas                                     | Johan Hoel                                         |

| 3.Ski Classics in Vinschgau – La Venosta ITT | 3.Ski Classics in Vinschgau – La Venosta ITT | 3.Ski Classics in Vinschgau – La Venosta ITT | 3.Ski Classics in Vinschgau – La Venosta ITT | 3.Ski Classics in Vinschgau – La Venosta ITT |
| -------------------------------------------- | -------------------------------------------- | -------------------------------------------- | -------------------------------------------- | -------------------------------------------- |
| Datum                                        | Disziplin                                    | Erster Platz                                 | Zweiter Platz                                | Dritter Platz                                |
| 17. Dezember 2023                            | 10 km klassisch                              | Herman Paus                                  | Axel Jutterström                             | Thomas Ødegaarden                            |

| 4.Ski Classics in Sexten – Pustertaler Ski-Marathon | 4.Ski Classics in Sexten – Pustertaler Ski-Marathon | 4.Ski Classics in Sexten – Pustertaler Ski-Marathon | 4.Ski Classics in Sexten – Pustertaler Ski-Marathon | 4.Ski Classics in Sexten – Pustertaler Ski-Marathon |
| --------------------------------------------------- | --------------------------------------------------- | --------------------------------------------------- | --------------------------------------------------- | --------------------------------------------------- |
| Datum                                               | Disziplin                                           | Erster Platz                                        | Zweiter Platz                                       | Dritter Platz                                       |
| 13. Januar 2024                                     | 62 km klassisch                                     | Andreas Nygaard                                     | Kasper Stadaas                                      | Emil Persson                                        |

| 5.Ski Classics in Zuoz – La Diagonela | 5.Ski Classics in Zuoz – La Diagonela | 5.Ski Classics in Zuoz – La Diagonela | 5.Ski Classics in Zuoz – La Diagonela | 5.Ski Classics in Zuoz – La Diagonela |
| ------------------------------------- | ------------------------------------- | ------------------------------------- | ------------------------------------- | ------------------------------------- |
| Datum                                 | Disziplin                             | Erster Platz                          | Zweiter Platz                         | Dritter Platz                         |
| 20. Januar 2024                       | 55 km klassisch                       | Kasper Stadaas                        | Johan Hoel                            | Thomas Ødegaarden                     |

| 6. Ski Classics im Val di Fiemme und Val di Fassa – Marcialonga | 6. Ski Classics im Val di Fiemme und Val di Fassa – Marcialonga | 6. Ski Classics im Val di Fiemme und Val di Fassa – Marcialonga | 6. Ski Classics im Val di Fiemme und Val di Fassa – Marcialonga | 6. Ski Classics im Val di Fiemme und Val di Fassa – Marcialonga |
| --------------------------------------------------------------- | --------------------------------------------------------------- | --------------------------------------------------------------- | --------------------------------------------------------------- | --------------------------------------------------------------- |
| Datum                                                           | Disziplin                                                       | Erster Platz                                                    | Zweiter Platz                                                   | Dritter Platz                                                   |
| 28. Januar 2024                                                 | 70 km klassisch                                                 | Runar Skaug Mathisen                                            | Emil Persson                                                    | Johan Hoel                                                      |

| 7. Ski Classics von Bedřichov – Isergebirgslauf | 7. Ski Classics von Bedřichov – Isergebirgslauf | 7. Ski Classics von Bedřichov – Isergebirgslauf                      | 7. Ski Classics von Bedřichov – Isergebirgslauf                      | 7. Ski Classics von Bedřichov – Isergebirgslauf                      |
| ----------------------------------------------- | ----------------------------------------------- | -------------------------------------------------------------------- | -------------------------------------------------------------------- | -------------------------------------------------------------------- |
| Datum                                           | Disziplin                                       | Erster Platz                                                         | Zweiter Platz                                                        | Dritter Platz                                                        |
| 11. Februar 2024                                | 50 km klassisch                                 | Aufgrund warmen Wetters und schlechten Schneeverhältnissen abgesagt. | Aufgrund warmen Wetters und schlechten Schneeverhältnissen abgesagt. | Aufgrund warmen Wetters und schlechten Schneeverhältnissen abgesagt. |

| 8. Ski Classics von Orsa – Grönklitt Classic | 8. Ski Classics von Orsa – Grönklitt Classic | 8. Ski Classics von Orsa – Grönklitt Classic | 8. Ski Classics von Orsa – Grönklitt Classic | 8. Ski Classics von Orsa – Grönklitt Classic |
| -------------------------------------------- | -------------------------------------------- | -------------------------------------------- | -------------------------------------------- | -------------------------------------------- |
| Datum                                        | Disziplin                                    | Erster Platz                                 | Zweiter Platz                                | Dritter Platz                                |
| 17. Februar 2024                             | 60 km klassisch                              | Kasper Stadaas                               | Andreas Nygaard                              | Johan Hoel                                   |

| 9. Ski Classics von Orsa – Grönklitt ITT | 9. Ski Classics von Orsa – Grönklitt ITT | 9. Ski Classics von Orsa – Grönklitt ITT | 9. Ski Classics von Orsa – Grönklitt ITT | 9. Ski Classics von Orsa – Grönklitt ITT |
| ---------------------------------------- | ---------------------------------------- | ---------------------------------------- | ---------------------------------------- | ---------------------------------------- |
| Datum                                    | Disziplin                                | Erster Platz                             | Zweiter Platz                            | Dritter Platz                            |
| 18. Februar 2024                         | 13 km klassisch                          | Kasper Stadaas                           | Alvar Myhlback                           | Oskar Kardin                             |

| 10. Ski Classics von Sälen nach Mora – Wasalauf | 10. Ski Classics von Sälen nach Mora – Wasalauf | 10. Ski Classics von Sälen nach Mora – Wasalauf | 10. Ski Classics von Sälen nach Mora – Wasalauf | 10. Ski Classics von Sälen nach Mora – Wasalauf |
| ----------------------------------------------- | ----------------------------------------------- | ----------------------------------------------- | ----------------------------------------------- | ----------------------------------------------- |
| Datum                                           | Disziplin                                       | Erster Platz                                    | Zweiter Platz                                   | Dritter Platz                                   |
| 3. März 2024                                    | 90 km klassisch                                 | Torleif Syrstad                                 | Johan Hoel                                      | Alvar Myhlback                                  |

| 11. Ski Classics von Rena nach Lillehammer – Birkebeinerrennet | 11. Ski Classics von Rena nach Lillehammer – Birkebeinerrennet | 11. Ski Classics von Rena nach Lillehammer – Birkebeinerrennet | 11. Ski Classics von Rena nach Lillehammer – Birkebeinerrennet | 11. Ski Classics von Rena nach Lillehammer – Birkebeinerrennet |
| -------------------------------------------------------------- | -------------------------------------------------------------- | -------------------------------------------------------------- | -------------------------------------------------------------- | -------------------------------------------------------------- |
| Datum                                                          | Disziplin                                                      | Erster Platz                                                   | Zweiter Platz                                                  | Dritter Platz                                                  |
| 16. März 2024                                                  | 54 km klassisch                                                | Andreas Nygaard                                                | Johan Hoel                                                     | Max Novak                                                      |

| 12. Ski Classics in Bardufoss – Reistadløpet | 12. Ski Classics in Bardufoss – Reistadløpet | 12. Ski Classics in Bardufoss – Reistadløpet | 12. Ski Classics in Bardufoss – Reistadløpet | 12. Ski Classics in Bardufoss – Reistadløpet |
| -------------------------------------------- | -------------------------------------------- | -------------------------------------------- | -------------------------------------------- | -------------------------------------------- |
| Datum                                        | Disziplin                                    | Erster Platz                                 | Zweiter Platz                                | Dritter Platz                                |
| 6. April 2024                                | 50 km klassisch                              | Johan Hoel                                   | Martin Løwstrøm Nyenget                      | Eirik Sverdrup Augdal                        |

| 13. Ski Classics in Bardufoss – Summit 2 Senja | 13. Ski Classics in Bardufoss – Summit 2 Senja | 13. Ski Classics in Bardufoss – Summit 2 Senja | 13. Ski Classics in Bardufoss – Summit 2 Senja | 13. Ski Classics in Bardufoss – Summit 2 Senja |
| ---------------------------------------------- | ---------------------------------------------- | ---------------------------------------------- | ---------------------------------------------- | ---------------------------------------------- |
| Datum                                          | Disziplin                                      | Erster Platz                                   | Zweiter Platz                                  | Dritter Platz                                  |
| 7. April 2024                                  | 60 km klassisch                                | Martin Løwstrøm Nyenget                        | Max Novak                                      | Eirik Sverdrup Augdal                          |

| 14. Ski Classics in Hafjell – Janteloppet | 14. Ski Classics in Hafjell – Janteloppet | 14. Ski Classics in Hafjell – Janteloppet | 14. Ski Classics in Hafjell – Janteloppet | 14. Ski Classics in Hafjell – Janteloppet |
| ----------------------------------------- | ----------------------------------------- | ----------------------------------------- | ----------------------------------------- | ----------------------------------------- |
| Datum                                     | Disziplin                                 | Erster Platz                              | Zweiter Platz                             | Dritter Platz                             |
| 13. April 2024                            | 100 km klassisch                          | Torleif Syrstad                           | Runar Skaug Mathisen                      | Max Novak                                 |

### Gesamtwertung
| Endstand (Top 10) |                       |        |
| \| Rang \| Name \| Punkte \| \| ---- \| --------------------- \| ------ \| \| 1. \| Johan Hoel \| 2066 \| \| 2. \| Kasper Stadaas \| 1947 \| \| 3. \| Andreas Nygaard \| 1594 \| \| 4. \| Thomas Ødegaarden \| 1580 \| \| 5. \| Max Novak \| 1505 \| \| 6. \| Axel Jutterström \| 1464 \| \| 7. \| Eirik Sverdrup Augdal \| 1401 \| \| 8. \| Runar Skaug Mathisen \| 1397 \| \| 9. \| Morten Eide Pedersen \| 1297 \| \| 10. \| Amund Riege \| 1241 \| |                       |        |
| Rang | Name                  | Punkte |
| 1. | Johan Hoel            | 2066   |
| 2. | Kasper Stadaas        | 1947   |
| 3. | Andreas Nygaard       | 1594   |
| 4. | Thomas Ødegaarden     | 1580   |
| 5. | Max Novak             | 1505   |
| 6. | Axel Jutterström      | 1464   |
| 7. | Eirik Sverdrup Augdal | 1401   |
| 8. | Runar Skaug Mathisen  | 1397   |
| 9. | Morten Eide Pedersen  | 1297   |
| 10. | Amund Riege           | 1241   |

## Frauen

### Ergebnisse
| 1.Ski Classics in Bad Gastein – Prolog und Bad Gastein Criterium | 1.Ski Classics in Bad Gastein – Prolog und Bad Gastein Criterium | 1.Ski Classics in Bad Gastein – Prolog und Bad Gastein Criterium | 1.Ski Classics in Bad Gastein – Prolog und Bad Gastein Criterium | 1.Ski Classics in Bad Gastein – Prolog und Bad Gastein Criterium |
| ---------------------------------------------------------------- | ---------------------------------------------------------------- | ---------------------------------------------------------------- | ---------------------------------------------------------------- | ---------------------------------------------------------------- |
| Datum                                                            | Disziplin                                                        | Erster Platz                                                     | Zweiter Platz                                                    | Dritter Platz                                                    |
| 9. Dezember 2023                                                 | Teamprolog 15 km klassisch                                       | Team Engcon                                                      | Vitava Fund Ski Team                                             | Team Aker Dæhlie                                                 |
| 10. Dezember 2023                                                | 36 km klassisch                                                  | Emilie Fleten                                                    | Ida Dahl                                                         | Karolina Hedenström                                              |

| 2.Ski Classics in Vinschgau – La Venosta Criterium | 2.Ski Classics in Vinschgau – La Venosta Criterium | 2.Ski Classics in Vinschgau – La Venosta Criterium | 2.Ski Classics in Vinschgau – La Venosta Criterium | 2.Ski Classics in Vinschgau – La Venosta Criterium |
| -------------------------------------------------- | -------------------------------------------------- | -------------------------------------------------- | -------------------------------------------------- | -------------------------------------------------- |
| Datum                                              | Disziplin                                          | Erster Platz                                       | Zweiter Platz                                      | Dritter Platz                                      |
| 16. Dezember 2023                                  | 37 km klassisch                                    | Emilie Fleten                                      | Ida Dahl                                           | Sofie Elebro                                       |

| 3.Ski Classics in Vinschgau – La Venosta ITT | 3.Ski Classics in Vinschgau – La Venosta ITT | 3.Ski Classics in Vinschgau – La Venosta ITT | 3.Ski Classics in Vinschgau – La Venosta ITT | 3.Ski Classics in Vinschgau – La Venosta ITT |
| -------------------------------------------- | -------------------------------------------- | -------------------------------------------- | -------------------------------------------- | -------------------------------------------- |
| Datum                                        | Disziplin                                    | Erster Platz                                 | Zweiter Platz                                | Dritter Platz                                |
| 17. Dezember 2023                            | 10 km klassisch                              | Ida Dahl                                     | Emilie Fleten                                | Kati Roivas                                  |

| 4.Ski Classics in Sexten – Pustertaler Ski-Marathon | 4.Ski Classics in Sexten – Pustertaler Ski-Marathon | 4.Ski Classics in Sexten – Pustertaler Ski-Marathon | 4.Ski Classics in Sexten – Pustertaler Ski-Marathon | 4.Ski Classics in Sexten – Pustertaler Ski-Marathon |
| --------------------------------------------------- | --------------------------------------------------- | --------------------------------------------------- | --------------------------------------------------- | --------------------------------------------------- |
| Datum                                               | Disziplin                                           | Erster Platz                                        | Zweiter Platz                                       | Dritter Platz                                       |
| 13. Januar 2024                                     | 62 km klassisch                                     | Ida Dahl                                            | Kati Roivas                                         | Emilie Fleten                                       |

| 5.Ski Classics in Zuoz – La Diagonela | 5.Ski Classics in Zuoz – La Diagonela | 5.Ski Classics in Zuoz – La Diagonela | 5.Ski Classics in Zuoz – La Diagonela | 5.Ski Classics in Zuoz – La Diagonela |
| ------------------------------------- | ------------------------------------- | ------------------------------------- | ------------------------------------- | ------------------------------------- |
| Datum                                 | Disziplin                             | Erster Platz                          | Zweiter Platz                         | Dritter Platz                         |
| 20. Januar 2024                       | 55 km klassisch                       | Magni Smedås                          | Emilie Fleten                         | Kati Roivas                           |

| 6. Ski Classics im Val di Fiemme und Val di Fassa – Marcialonga | 6. Ski Classics im Val di Fiemme und Val di Fassa – Marcialonga | 6. Ski Classics im Val di Fiemme und Val di Fassa – Marcialonga | 6. Ski Classics im Val di Fiemme und Val di Fassa – Marcialonga | 6. Ski Classics im Val di Fiemme und Val di Fassa – Marcialonga |
| --------------------------------------------------------------- | --------------------------------------------------------------- | --------------------------------------------------------------- | --------------------------------------------------------------- | --------------------------------------------------------------- |
| Datum                                                           | Disziplin                                                       | Erster Platz                                                    | Zweiter Platz                                                   | Dritter Platz                                                   |
| 28. Januar 2024                                                 | 70 km klassisch                                                 | Emilie Fleten                                                   | Magni Smedås                                                    | Kati Roivas                                                     |

| 7. Ski Classics von Bedřichov – Isergebirgslauf | 7. Ski Classics von Bedřichov – Isergebirgslauf | 7. Ski Classics von Bedřichov – Isergebirgslauf                      | 7. Ski Classics von Bedřichov – Isergebirgslauf                      | 7. Ski Classics von Bedřichov – Isergebirgslauf                      |
| ----------------------------------------------- | ----------------------------------------------- | -------------------------------------------------------------------- | -------------------------------------------------------------------- | -------------------------------------------------------------------- |
| Datum                                           | Disziplin                                       | Erster Platz                                                         | Zweiter Platz                                                        | Dritter Platz                                                        |
| 11. Februar 2024                                | 50 km klassisch                                 | Aufgrund warmen Wetters und schlechten Schneeverhältnissen abgesagt. | Aufgrund warmen Wetters und schlechten Schneeverhältnissen abgesagt. | Aufgrund warmen Wetters und schlechten Schneeverhältnissen abgesagt. |

| 8. Ski Classics von Orsa – Grönklitt Classic | 8. Ski Classics von Orsa – Grönklitt Classic | 8. Ski Classics von Orsa – Grönklitt Classic | 8. Ski Classics von Orsa – Grönklitt Classic | 8. Ski Classics von Orsa – Grönklitt Classic |
| -------------------------------------------- | -------------------------------------------- | -------------------------------------------- | -------------------------------------------- | -------------------------------------------- |
| Datum                                        | Disziplin                                    | Erster Platz                                 | Zweiter Platz                                | Dritter Platz                                |
| 17. Februar 2024                             | 60 km klassisch                              | Emilie Fleten                                | Anikken Gjerde Alnæs                         | Kati Roivas                                  |

| 9. Ski Classics von Orsa – Grönklitt ITT | 9. Ski Classics von Orsa – Grönklitt ITT | 9. Ski Classics von Orsa – Grönklitt ITT | 9. Ski Classics von Orsa – Grönklitt ITT | 9. Ski Classics von Orsa – Grönklitt ITT |
| ---------------------------------------- | ---------------------------------------- | ---------------------------------------- | ---------------------------------------- | ---------------------------------------- |
| Datum                                    | Disziplin                                | Erster Platz                             | Zweiter Platz                            | Dritter Platz                            |
| 18. Februar 2024                         | 13 km klassisch                          | Emilie Fleten                            | Anikken Gjerde Alnæs                     | Silje Øyre Slind                         |

| 10. Ski Classics von Sälen nach Mora – Wasalauf | 10. Ski Classics von Sälen nach Mora – Wasalauf | 10. Ski Classics von Sälen nach Mora – Wasalauf | 10. Ski Classics von Sälen nach Mora – Wasalauf | 10. Ski Classics von Sälen nach Mora – Wasalauf |
| ----------------------------------------------- | ----------------------------------------------- | ----------------------------------------------- | ----------------------------------------------- | ----------------------------------------------- |
| Datum                                           | Disziplin                                       | Erster Platz                                    | Zweiter Platz                                   | Dritter Platz                                   |
| 3. März 2024                                    | 90 km klassisch                                 | Emilie Fleten                                   | Magni Smedås                                    | Kati Roivas                                     |

| 11. Ski Classics von Rena nach Lillehammer – Birkebeinerrennet | 11. Ski Classics von Rena nach Lillehammer – Birkebeinerrennet | 11. Ski Classics von Rena nach Lillehammer – Birkebeinerrennet | 11. Ski Classics von Rena nach Lillehammer – Birkebeinerrennet | 11. Ski Classics von Rena nach Lillehammer – Birkebeinerrennet |
| -------------------------------------------------------------- | -------------------------------------------------------------- | -------------------------------------------------------------- | -------------------------------------------------------------- | -------------------------------------------------------------- |
| Datum                                                          | Disziplin                                                      | Erster Platz                                                   | Zweiter Platz                                                  | Dritter Platz                                                  |
| 16. März 2024                                                  | 54 km klassisch                                                | Magni Smedås                                                   | Emilie Fleten                                                  | Kati Roivas                                                    |

| 12. Ski Classics in Bardufoss – Reistadløpet | 12. Ski Classics in Bardufoss – Reistadløpet | 12. Ski Classics in Bardufoss – Reistadløpet | 12. Ski Classics in Bardufoss – Reistadløpet | 12. Ski Classics in Bardufoss – Reistadløpet |
| -------------------------------------------- | -------------------------------------------- | -------------------------------------------- | -------------------------------------------- | -------------------------------------------- |
| Datum                                        | Disziplin                                    | Erster Platz                                 | Zweiter Platz                                | Dritter Platz                                |
| 6. April 2024                                | 50 km klassisch                              | Astrid Øyre Slind                            | Victoria Carl                                | Emilie Fleten                                |

| 13. Ski Classics in Bardufoss – Summit 2 Senja | 13. Ski Classics in Bardufoss – Summit 2 Senja | 13. Ski Classics in Bardufoss – Summit 2 Senja | 13. Ski Classics in Bardufoss – Summit 2 Senja | 13. Ski Classics in Bardufoss – Summit 2 Senja |
| ---------------------------------------------- | ---------------------------------------------- | ---------------------------------------------- | ---------------------------------------------- | ---------------------------------------------- |
| Datum                                          | Disziplin                                      | Erster Platz                                   | Zweiter Platz                                  | Dritter Platz                                  |
| 7. April 2024                                  | 60 km klassisch                                | Magni Smedås                                   | Astrid Øyre Slind                              | Emilie Fleten                                  |

| 14. Ski Classics in Hafjell – Janteloppet | 14. Ski Classics in Hafjell – Janteloppet | 14. Ski Classics in Hafjell – Janteloppet | 14. Ski Classics in Hafjell – Janteloppet | 14. Ski Classics in Hafjell – Janteloppet |
| ----------------------------------------- | ----------------------------------------- | ----------------------------------------- | ----------------------------------------- | ----------------------------------------- |
| Datum                                     | Disziplin                                 | Erster Platz                              | Zweiter Platz                             | Dritter Platz                             |
| 13. April 2024                            | 100 km klassisch                          | Emilie Fleten                             | Karolina Hedenström                       | Nadine Fähndrich                          |

### Gesamtwertung
| Endstand (Top 10) |                      |        |
| \| Rang \| Name \| Punkte \| \| ---- \| -------------------- \| ------ \| \| 1. \| Emilie Fleten \| 2565 \| \| 2. \| Kati Roivas \| 2063 \| \| 3. \| Magni Smedås \| 1794 \| \| 4. \| Sofie Elebro \| 1613 \| \| 5. \| Karolina Hedenström \| 1598 \| \| 6. \| Hanna Lodin \| 1437 \| \| 7. \| Anikken Gjerde Alnæs \| 1365 \| \| 8. \| Ida Dahl \| 1300 \| \| 9. \| Julie Kvale Støstad \| 1243 \| \| 10. \| Silje Øyre Slind \| 1005 \| |                      |        |
| Rang | Name                 | Punkte |
| 1. | Emilie Fleten        | 2565   |
| 2. | Kati Roivas          | 2063   |
| 3. | Magni Smedås         | 1794   |
| 4. | Sofie Elebro         | 1613   |
| 5. | Karolina Hedenström  | 1598   |
| 6. | Hanna Lodin          | 1437   |
| 7. | Anikken Gjerde Alnæs | 1365   |
| 8. | Ida Dahl             | 1300   |
| 9. | Julie Kvale Støstad  | 1243   |
| 10. | Silje Øyre Slind     | 1005   |